# Kojtjärnen (Sorsele socken, Lappland)
Kojtjärnen är en sjö i Sorsele kommun i Lappland och ingår i Umeälvens huvudavrinningsområde. Kojtjärnen ligger i Vindelälven Natura 2000-område.